# ساغر (فیلم)
ساغر فیلمی به کارگردانی سیروس الوند و نویسندگی محمدهادی کریمی محصول سال ۱۳۷۶ است.

## خلاصه داستان
دکتر پرتو تابان، قصه‌نویس و استاد ادبیات دانشگاه که تومور بدخیمی در سر دارد، به اصرار همسرش رضا توسط دکتر مشتاق تحت یک عمل جراحی نادر و پیچیده قرار می‌گیرد. در عمل جراحی مغز زنی به نام ساغر که بر اثر تصادف با اتومبیل کشته شده، به سرعت به مغز پرتو پیوند زده می‌شود. بعد از عمل همه چیز در مورد وضعیت جسمانی او به خوبی پیش می‌رود، اما پرتو خود را ساغر می‌نامد و در حالی که دچار بحرانی روحی و روانی شده‌است، سراغ شوهر و دخترش را می‌گیرد. دکتر مشتاق که از نتیجه عمل متحیر شده، چند روزی به بیمارستان نمی‌آید و طی این مدت، پرتو به یک آسایشگاه روانی منتقل می‌شود و تحت مراقبت روانپزشکی که دوست رضا نیز هست، قرار می‌گیرد. پرتو با کمک یکی از بیماران از آسایشگاه می‌گریزد و به سراغ خانواده ساغر می‌رود که در غم از دست دادن او عزادارند و چهلم مرگ او را به سوگ نشسته‌اند. پرتو که به لحاظ جسمانی شباهتی به ساغر ندارد، با شوهر و دختر او صحبت می‌کند و نشانه‌هایی از زندگی ساغر به آن‌ها می‌دهد؛ و وقتی تنها با حیرت خانواده ساغر روبرو می‌شود، تصمیم می‌گیرد به سراغ دایه اش برود که در شمال کشور زندگی می‌کند. دایه که با گذر سال‌های عمر پیر و نابینا شده، پرتو را به سادگی به جای ساغر می‌گیرد و پرتو در کنار دایه ماندگار و به تدریس بچه‌های روستا مشغول می‌شود. از سوی دیگر رضا و دکتر مشتاق سراغ پرتو را می‌گیرند و به محل زندگی او می‌رسند. وقتی پرتو می‌رود که از چشمه آب بیاورد، رضا به اصرار دکتر مشتاق، او را تعقیب می‌کند و موقعیتی مشابه خوابی که پرتو پیش از عمل جراحی دیده بود پیش می‌آید. به نظر می‌رسد که حالا او رضا را شناخته و بار دیگر به پرتو تبدیل شده‌است.
این فیلم در شانزدهمین دوره جشنواره فیلم فجر در بخش بهترین چهره‌پردازی (عاطفه رضوی و محمدرضا زاهدشکرابی) و همچنین در دومین دورۀ جشن خانه سینما در بخش بهترین بازیگر نقش اول زن (فریماه فرجامی) نامزد دریافت جایزه بوده است. نقش‌های اصلی ساغر را فریماه فرجامی و امین تارخ بازی کرده‌اند و تدوین فیلم را بهرام دهقان انجام داده است.

## بازیگران
- فریماه فرجامی
- امین تارخ
- جهانگیر الماسی
- گوهر خیراندیش
- سیروس ابراهیم زاده
- زهرا خلیلی
- زهره صفوی
- افسانه چهره آزاد
- مجید مشیری
- عبدالرضا اکبری
- حیدرعلی عمرانی
- شهرزاد پیردوست
- لیلا بصراوی
- سیما فریدونی
- افشین خالقی
- رزیتا غفاری